# 220 TCN
220 TCN là một năm trong lịch La Mã. 